# Varga T. József
Varga T. József (Budapest, 1946. július 30. –) magyar színművész, szinkronszínész és szinkronrendező. Számos játék- és dokumentumfilmben hallhatjuk magyar hangként, illetve felolvasóként, narrátorként. Fia Varga Győző parodista, az Irigy Hónaljmirigy egyik tagja.

## Ismertebb szerepei
Varga T. József hangját legtöbben a Star Trek: The Next Generation című népszerű sorozatból ismerhetik, aminek magyar változatában az egyik főszereplőnek, Jean-Luc Picardnak (Patrick Stewart) kölcsönözte hangját. Mindamellett többször volt már James Tolkan, Dustin Hoffman és Pierre Richard magyar hangja is.
Varga T. József számos rajzfilmben kölcsönözte már a hangját a szereplőknek. Ilyen volt például a Maja, a méhecske című sorozat szöcskéje, Flip, vagy a szintén népszerű Grimm legszebb meséi rajzfilm válogatásának egyes mellékszereplői, és Transfer, a farkas a 80 nap alatt a Föld körül Willy Foggal rajzfilmből. Varga T. József a kilencvenes években vetített anime, a Helló, Sandybell! narrátora volt. A Wunschpunsch, a varázskoktél című mesesorozatban a főgonosz Tutyimutyi bácsi (eredetileg Lidércy Belzebub) hangját kölcsönözte.
Varga T. József több epizódszerepet is játszott a Szomszédok című teleregényben is.

## Film szinkronszerepek
| Év   | Cím                                               | Szerep                                   |
| ---- | ------------------------------------------------- | ---------------------------------------- |
| 1934 | Charlie Chan Londonban                            | Bunny Fothergill                         |
| 1964 | Dr. Strangelove                                   | Keenan Wynn                              |
| 1984 | Vezeklés                                          | Szandro Barateli (Ediser Giorgobiani)    |
| 1985 | Schimanski felügyelő – Fogat fogért (2. szinkron) | Bonano felügyelő (Louis-Marie Taillefer) |
| 1985 | Vissza a jövőbe (2. szinkron)                     | Gerard Strickland (James Tolkan)         |
| 1987 | Ég és föld között (1. szinkron)                   | Mort Viner (Jerry Orbach)                |

## Felolvasó
- Csillagok háborúja - A Birodalom visszavág (1980) és a Nincs bocsánat (1992) című filmek szövegeinek volt felolvasója.
- Narrátor az Irigy Hónaljmirigy lemezein és showjain.[2]

## Szinkronrendező
az alábbi filmekben
- Django (Django) [1966], 1. magyar változat
- Ünnepségekről és vendégekről (O slavnosti a hostech) [1966], 1. magyar változat
- Don Camillo (Don Camillo) [1983], 1. magyar változat
- A vadnyugat fiai (Young Guns) [1988], 1. magyar változat
- A játékos (The Player) [1992], 1. magyar változat
- Clifford (Clifford) [1994], 1. magyar változat